# Regina Resnik
Regina Resnik (New York, 30 agosto 1922 – New York, 8 agosto 2013) è stata un mezzosoprano e soprano statunitense.

## Biografia
Figlia di immigrati ebrei russi, si diploma al James Monroe High School del Bronx per poi passare a studiare musica all'Hunter College.
Debutta nel 1942 a New York come Lady Macbeth nell'opera verdiana, sotto la direzione di Fritz Busch, seguita da Cavalleria rusticana alla New York City Opera; partecipa e vince il Metropolitan Opera Auditions of the Air per proseguire a Città del Messico dove canta Fidelio e Micaela nella Carmen diretta da Erich Kleiber.
Nel 1944 debutta al Metropolitan Opera di New York, sostituendo senza quasi preavviso Zinka Milanov nel Trovatore.
Per circa dieci anni sostiene parti di soprano drammatico e lirico-spinto spaziando da Mozart a Puccini, creando inoltre la parte di Delilah nel The warrior di Bernard Rogers e interpretando al Met Ellen Orford in Peter Grimes di Benjamin Britten; nel frattempo, continua a studiare canto con Rosalie Miller.
Nel 1953, mentre canta Sieglinde al festival di Bayreuth, il direttore Clemens Krauss insinua che la Resnik sia in realtà un mezzosoprano, portando la cantante a riflettere sul costante scurimento della voce: nel 1955 riprende a studiare da mezzosoprano con il baritono Giuseppe Danise, con il quale prepara i ruoli di Amneris e Laura Adorno.
Il 15 febbraio 1956 debutta nuovamente al Met, come mezzosoprano, nei panni di Marina nel Boris Godunov: da allora, fino agli anni '80, ha cantato in tutto il mondo in un vasto repertorio di mezzosoprano-contralto, dedicandosi dal 1987 ai musical.
A partire dagli anni '70 si dedica inoltre alla regia di opere e all'insegnamento (New York, Toronto, Salisburgo, San Francisco, Parigi, Filadelfia, Treviso).
È deceduta nella sua casa di Manhattan, poco prima del suo novantunesimo compleanno, a causa delle complicazioni di un ictus.

## Repertorio
| Repertorio                 | Repertorio                     | Repertorio       |
| -------------------------- | ------------------------------ | ---------------- |
| Ruolo                      | Titolo                         | Autore           |
| Old Baroness               | Vanessa                        | Barber           |
| Leonore                    | Fidelio                        | Beethoven        |
| Carmen Micaëla Frasquita   | Carmen                         | Bizet            |
| Ellen Orford               | Peter Grimes                   | Britten          |
| Lucretia                   | The Rape of Lucretia           | Britten          |
| La Contessa                | Pikovaya dama                  | Čajkovskij       |
| Geneviève                  | Pelléas et Mélisande           | Debussy          |
| Marquise de Berkenfield    | La fille du régiment           | Donizetti        |
| Santuzza                   | Cavalleria rusticana           | Mascagni         |
| Madame Flora               | The Medium                     | Menotti          |
| Marcellina                 | Le nozze di Figaro             | Mozart           |
| Donna Anna Donna Elvira    | Don Giovanni                   | Mozart           |
| Marina                     | Boris Godunov                  | Musorgskij       |
| Laura Adorno               | La Gioconda                    | Ponchielli       |
| Madame de Croissy          | Dialogues des Carmélites       | Poulenc          |
| Musetta                    | La bohème                      | Puccini          |
| Floria Tosca               | Tosca                          | Puccini          |
| Cio-Cio-San                | Madama Butterfly               | Puccini          |
| Conte Orlofsky             | Die Fledermaus                 | Strauss, Johann  |
| Herodias                   | Salomè                         | Strauss, Richard |
| Klytämnestra               | Elektra                        | Strauss, Richard |
| Nutrice                    | Die Frau ohne Schatten         | Strauss, Richard |
| Lady Macbeth               | Macbeth                        | Verdi            |
| Leonora                    | Il trovatore                   | Verdi            |
| Ulrica                     | Un ballo in maschera           | Verdi            |
| Principessa d'Eboli        | Don Carlo                      | Verdi            |
| Amneris                    | Aida                           | Verdi            |
| Mrs Alice Ford Mrs Quickly | Falstaff                       | Verdi            |
| Sieglinde                  | Die Walküre                    | Wagner           |
| Gutrune                    | Götterdämmerung                | Wagner           |
| Magdalene                  | Die Meistersinger von Nürnberg | Wagner           |
| Brangane                   | Tristan und Isolde             | Wagner           |

## Discografia
| Anno | Titolo Ruolo                             | Cast                                                                                         | Direttore             | Etichetta           |
| ---- | ---------------------------------------- | -------------------------------------------------------------------------------------------- | --------------------- | ------------------- |
| 1949 | Falstaff Alice Ford                      | Leonard Warren, Giuseppe Di Stefano, Licia Albanese, Giuseppe Valdengo, Cloe Elmo            | Fritz Reiner          | Arlecchino/Sony     |
| 1957 | Le nozze di Figaro Marcellina            | Cesare Siepi, Laurel Hurley, George London, Lisa Della Casa, Mildred Miller, Fernando Corena | Erich Leinsdorf       | Sony                |
| 1958 | Vanessa Old Baroness                     | Eleanor Steber, Nicolai Gedda, Giorgio Tozzi, Rosalind Elias                                 | Dimitri Mitropoulos   | RCA                 |
| 1959 | Pelléas et Mélisande (opera) Geneviève   | Theodor Uppman, Victoria de los Ángeles, George London, Giorgio Tozzi                        | Jean Morel            | Walhall             |
| 1959 | Die Meistersinger von Nürnberg Magdalene | Otto Edelmann, Lisa Della Casa, Sebastian Feiersinger, Giorgio Tozzi, Charles Anthony Caruso | Karl Böhm             | Walhall/Archipel    |
| 1960 | Tristan und Isolde Brangane              | Fritz Uhl, Birgit Nilsson, Tom Krause                                                        | Georg Solti           | Decca               |
|      | Die Fledermaus Orlofsky                  | Waldemar Kmentt, Hilde Güden, Erika Köth                                                     | Herbert von Karajan   | Decca               |
| 1962 | Un ballo in maschera Ulrica              | Jon Vickers, Ettore Bastianini, Amy Shuard                                                   | Edward Downes         | Opus Arte           |
| 1963 | Carmen                                   | Mario Del Monaco, Joan Sutherland, Tom Krause                                                | Thomas Schippers      | Decca               |
| 1966 | Elektra Klytämnestra                     | Inge Borkh, Audrey Schuhu, Benjamin Rayson                                                   | Knud Anderson         | Vaia                |
|      | Falstaff Mrs Quickly                     | Dietrich Fischer-Dieskau, Ilva Ligabue, Graziella Sciutti                                    | Leonard Bernstein     | CBS                 |
| 1967 | Elektra Klytämnestra                     | Birgit Nilsson, Marie Collier, Tom Krause                                                    | Georg Solti           | Decca               |
| 1968 | Salomè Heroadias                         | Montserrat Caballé, Sherrill Milnes, Richard Lewis                                           | Erich Leinsdorf       | RCA                 |
| 1969 | Elektra Klytämnestra                     | Gladys Kuchta, Ingrid Bonjer, Hans Sotin                                                     | Leopold Ludwig        | Ponto               |
| 1970 | Un ballo in maschera Ulrica              | Luciano Pavarotti, Renata Tebaldi, Sherrill Milnes                                           | Bruno Bartoletti      | Decca               |
| 1977 | Pikovaya Dama La contessa                | Galina Pavlovna Višnevskaja, Bernd Weikl, Lucia Popp                                         | Mstislav Rostropovich | Deutsche Grammophon |
| 1981 | The Beggar's Opera Mrs Trapes            | Joan Sutherland, Angela Lansbury, Kiri Te Kanawa                                             | Richard Bonynge       | Decca               |

- Berlioz: Les Troyens - Regina Resnik/Eleanor Steber/American Opera Society Chorus & Orchestra/Robert Lawrence, 1992 VAI
- Resnik: Dramatic Scenes & Arias - Regina Resnik, Decca
- Kismet (musical) - con Robert Merrill e l'Orchestra diretta da Annunzio Paolo Mantovani, 1964 London/Decca